# Rosa
|  | Per a altres significats, vegeu «Rosa (desambiguació)». |

La rosa és la flor del roser. També és un gènere (Rosa) de plantes amb flor de la família Rosaceae. Hi ha al voltant de 100 espècies salvatges de roses, la majoria originàries de zones temperades de l'hemisferi nord. Les espècies formen un grup d'arbustos o d'enfiladisses, generalment espinosos.

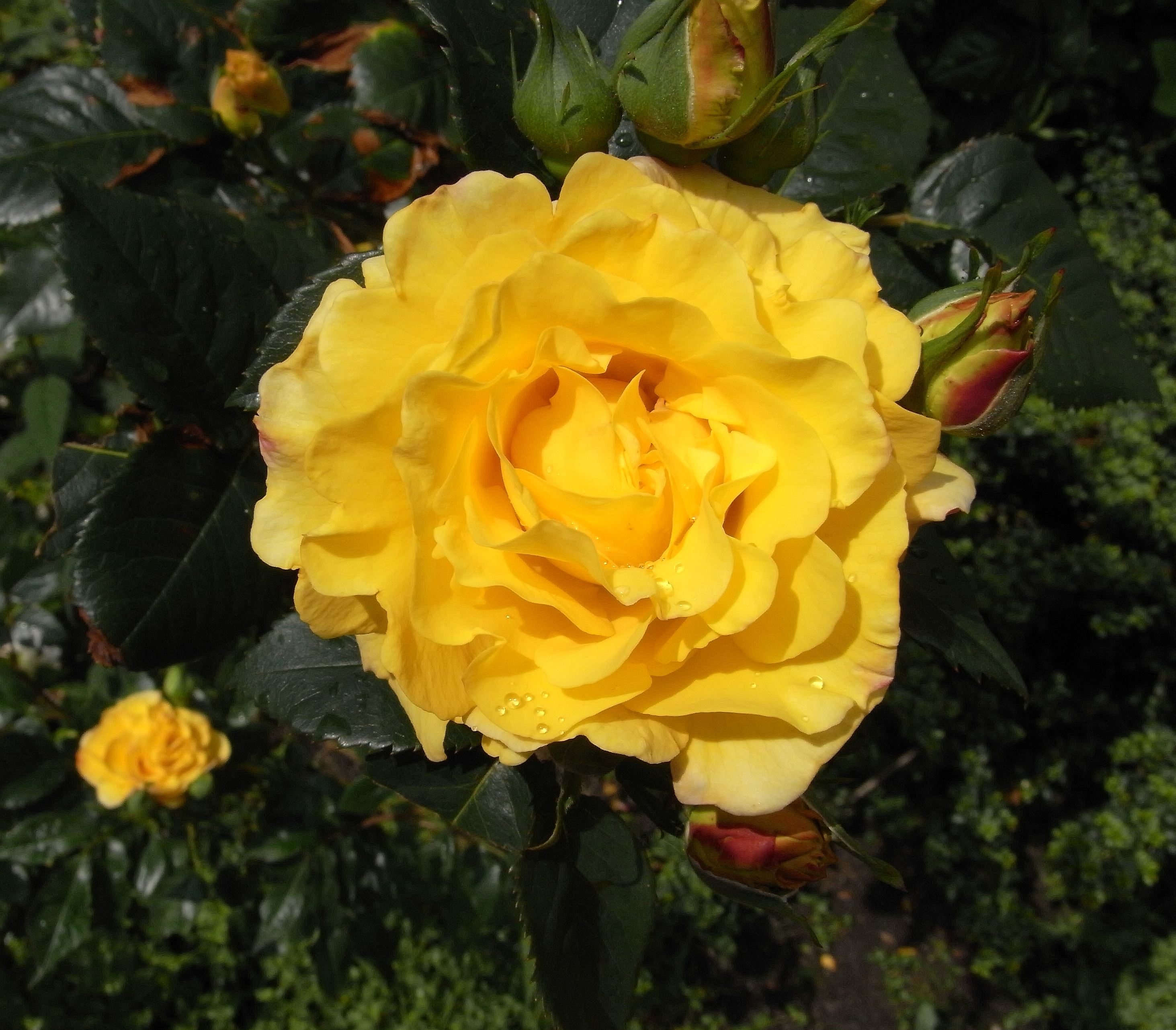
Rosa groga

Hi ha una gran varietat de roses cultivades. Els criadors de roses del segle xx van accentuar-ne la grandària i color: produïren flors grans, atractives, amb poca o gens d'olor. Moltes roses salvatges i «passades de moda», per contra, tenen una olor dolça i forta.
Les roses estan entre les flors més comunes venudes pels floristes, així com un dels arbustos més populars de jardí. Les roses són de gran importància econòmica tant com a collita per a l'ús dels floristes com per la fabricació de perfums.

Flors silvestres, en el mateix roser, que mostren la variació de colors que són l'origen del de les roses cultivades

Les roses salvatges tenen cinc pètals (alguna espècie en té deu) i un gran nombre d'estams (el que els botànics anomenen nombre indefinit). En les roses domèstiques alguns verticils corresponents a estams es desenvolupen com a pètals: aconsegueixen un nombre gran de pètals, que sempre és múltiple de cinc.

## Mitologia

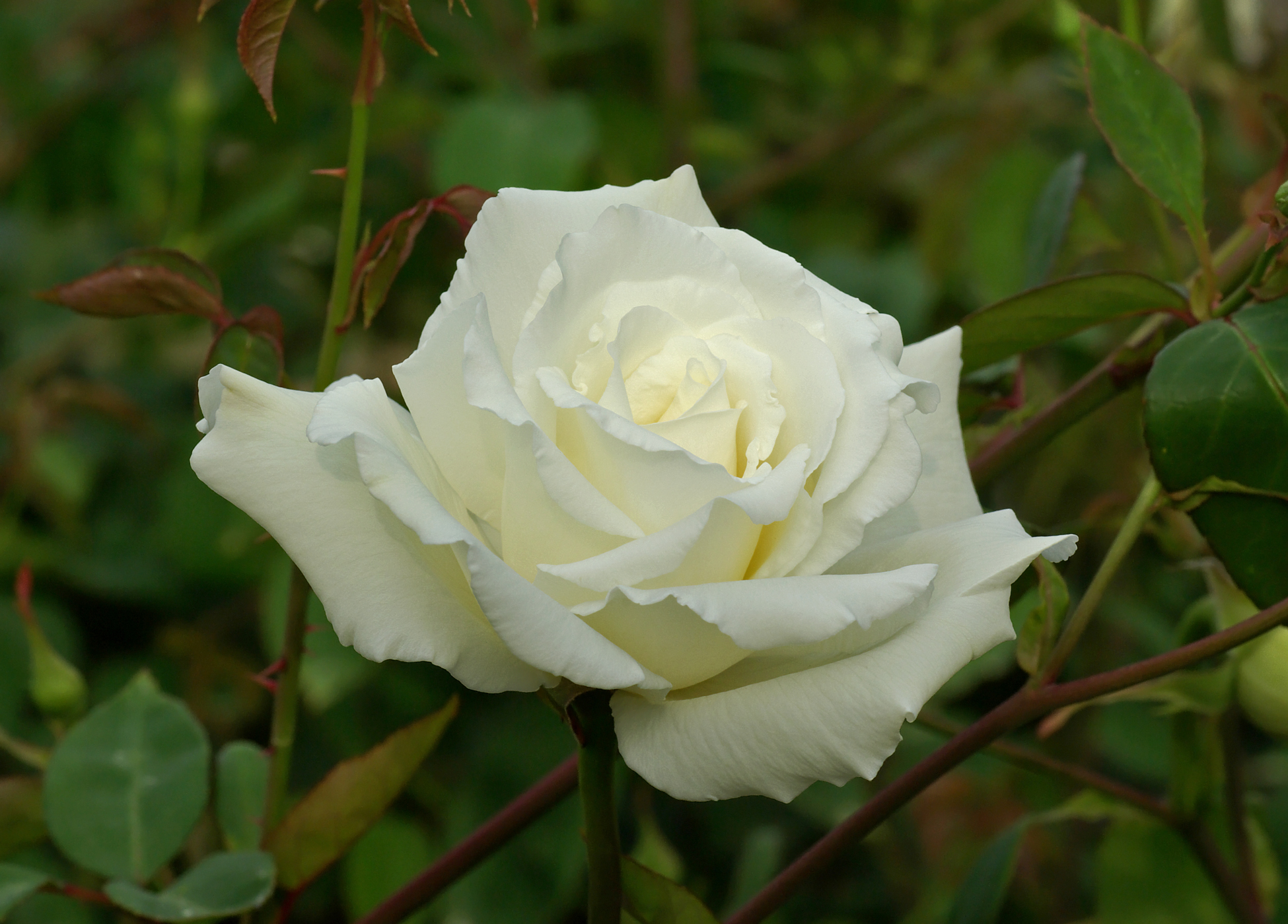
Rosa blanca

Rosa heràldica

En la tradició grega, la rosa és una de les flors dels déus, nascuda d'una gota de sang de Venus, en punxar-se el peu amb una espina. Una altra versió dins la mitologia grega la concep com a inicialment blanca, i es va tenyir de vermell a causa de la sang d'Adonis (en al·lusió al pas de la llum blanca de l'alba a la rosada de l'aurora). D'igual manera que a Venus i Flora, les estàtues de les quals s'adornaven amb roses, aquesta flor era també consagrada a Dionís. La dea Isis es podia representar entre roses. L'associació rosa-sang és present en la llegenda catalana de sant Jordi i en el símbol cristià de les ferides de Jesús.
En algunes llegendes italianes, la rosa és símbol de virginitat. Contràriament, les cortesanes de Roma celebraven la seva festa el dia 23 d'abril, consagrat a Venus Ericina, i es mostraven adornades de roses i murtres. Les roses són un dels atributs de Dorotea de Cesarea, posades a la seva faldilla o dins un cistell.

## Simbolisme a Catalunya

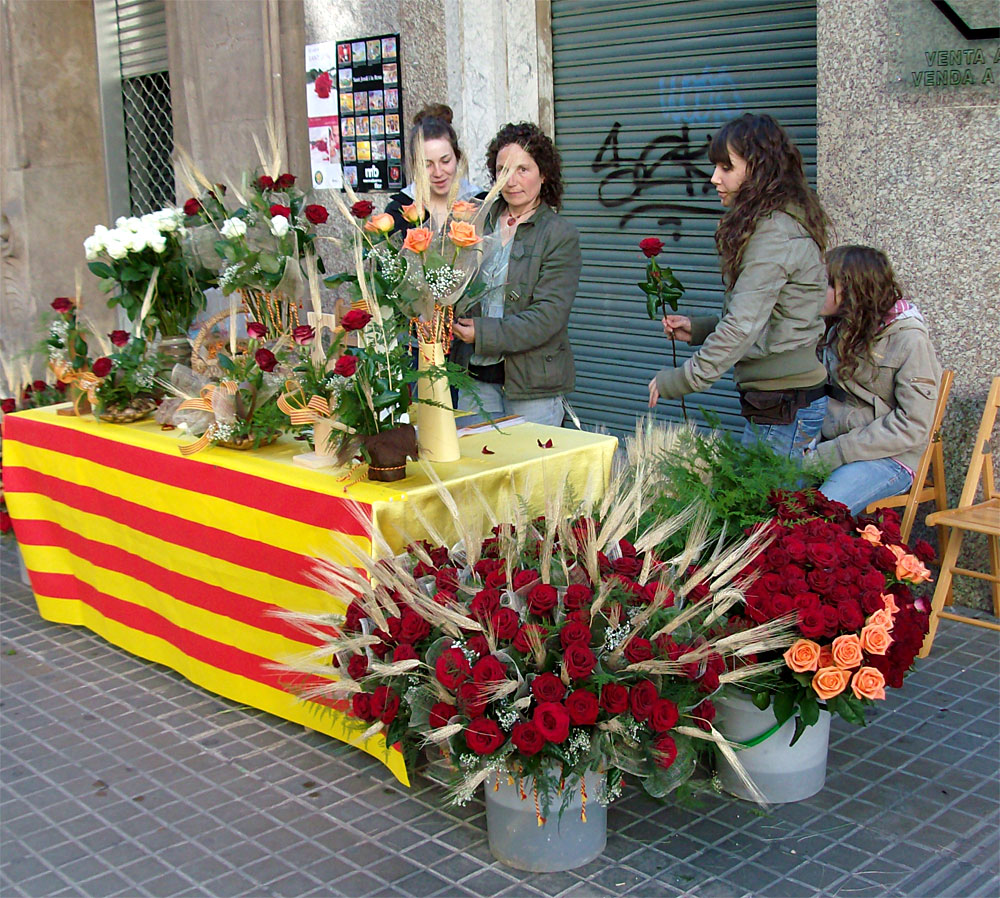
Venda de roses a la diada de Sant Jordi

La rosa vermella és un dels símbols de Catalunya. El Virolai, himne a la Verge de Montserrat, comença amb les paraules: Rosa d'abril, Morena de la serra..., cosa que fa que sigui conegut també amb el nom de «Rosa d'abril».
Tradicionalment, a Catalunya la diada de Sant Jordi és el dia dels enamorats, i és costum que les parelles es regalin una rosa, generalment vermella, i un llibre. La diada té un caire reivindicatiu de la cultura catalana i molts balcons s'engalanen amb la senyera.

## Taxonomia
Entre les espècies salvatges del gènere Rosa cal esmentar:
- Rosa arvensis
- Rosa banksiae
- Rosa bracteata
- Rosa californica
- Rosa canina (sin. R. dumetorum) - roser silvestre
- Rosa chinensis
- Rosa corymbifera
- Rosa escribanus
- Rosa foetida
- Rosa gallica - rosa gàl·lica
- Rosa gigantea (sin. R. x odorata gigantea)
- Rosa glauca (sin. R. rubrifolia)
- Rosa laevigata (sin. R. sinica)
- Rosa micrantha
- Rosa moschata
- Rosa moyesii
- Rosa multiflora
- Rosa persica
- Rosa pimpinellifolia
- Rosa pouzinii
- Rosa roxburghii
- Rosa rubiginosa (sin. R. eglanteria) - englantina roja
- Rosa rugosa
- Rosa sempervirens
- Rosa sericea
- Rosa stellata
- Rosa virginiana (sin. R. lucida)
- Rosa wichuraiana

Per a una llista més exhaustiva consulteu l'article Llista d'espècies del gènere Rosa.